# 이우종
이우종(1988년 11월 4일 ~)은 대한민국의 뮤지컬 배우다. 2012년 창작 뮤지컬 '사랑을 이루어 드립니다'로 데뷔했다.

## 방송
- 팬텀싱어 3 (2020) - Top74

## 경력
- 조승미 발레단 단원 (2010)
- 프뉴마 발레단 객원 무용수 (2012)